# Conférence de Kreuznach (23 avril 1917)
Vous lisez un « bon article » labellisé en 2018.
Pour les articles homonymes, voir Conférence de Kreuznach.
La conférence de Kreuznach du 23 avril 1917 est une rencontre gouvernementale allemande au siège du commandement suprême de l'armée allemande (l'OHL). Cette réunion est destinée à préparer avec le plus grand soin la première rencontre officielle entre l'empereur allemand Guillaume II et l'empereur-roi Charles Ier, le nouveau monarque austro-hongrois, partisan alors résolu du retrait de la double monarchie de la Première Guerre mondiale. C'est également la première des conférences gouvernementales allemandes à siéger après la révolution de Février. Les responsables du Reich participant à cet échange, aiguillonnés par leur analyse du processus révolutionnaire en cours en Russie, intègrent pour la première fois dans leurs échanges formels et informels le paramètre de la lassitude des populations civiles du Reich et de ses alliés, engagés dans un conflit qui se prolonge.

## Contexte
Au cours du premier trimestre 1917, alors que, depuis quelques mois, les alliés du Reich ont précisément établi leurs buts de guerre au cours de l'année 1916, de vifs échanges ont lieu parmi les dirigeants politiques et militaires du Reich en guerre. Ils se divisent en deux groupes, les partisans de larges annexions, très nombreux parmi les responsables militaires et à la droite de l'échiquier politique allemand, et les tenants d'une politique plus souple de contrôle économique garanti par des traités économiques et commerciaux conclus pour une longue durée. À cette opposition se superposent les divisions autour de la réforme de la loi électorale en Prusse, principal État fédéré du Reich,.

### 1917: un changement de paradigme
Durant le premier trimestre 1917, la guerre sous-marine à outrance, voulue par les militaires de l'OHL, achève de précipiter les États-Unis, encore neutres, dans le camp des Alliés. Dans le même temps, le déclenchement du processus révolutionnaire en Russie remet en cause les capacités d'action de l'armée russe, entrée en décomposition.
L'intervention américaine dans le conflit modifie totalement les rapports de force et oblige le Reich et ses alliés de la Quadruplice à se positionner clairement sur les buts de guerre poursuivis et à les fixer précisément. Cette entrée en guerre constitue le résultat des choix politiques imposés au chancelier sous la pression des militaires allemands : imposée par les militaires du Reich aux ministres civils, elle est aussi imposée par le Reich à la double monarchie, dont les responsables civils et militaires sont aussi réservés que le chancelier du Reich,,.
À partir du déclenchement de la guerre sous-marine à outrance, le 1er février 1917, définir les buts de guerre devient un exercice de style pour les membres du gouvernement du Reich, une énumération rendue vaine par l'intervention des États-Unis dans le conflit, alors que le Reich et ses partenaires connaissent une dégradation progressive et irrémédiable de leur situation politique et militaire dans le conflit qui se prolonge. De plus, la formulation de ces buts de guerre oblige les membres de la Quadruplice à constater que ces objectifs les placent en compétition les uns par rapport aux autres, les obligeant à proposer des compensations de manière à amoindrir, au moins temporairement, les effets de cette compétition,,.
L'impact de l'intervention américaine dans le conflit est amoindri, dans un premier temps, par la décomposition de l'Empire russe, renversé au mois de mars 1917. Rapidement, en dépit des assurances du gouvernement provisoire, l'armée russe engagée dans le conflit depuis l'été 1914, se trouve dans l'incapacité de mener des opérations offensives et défensives, tant les soldats, en grande majorité des paysans, semblent préoccupés par les possibilités permises par le renversement de la monarchie. Le changement de régime en Russie et ses conséquences sur le front de l'Est incitent les Dioscures, Paul von Hindenburg et Erich Ludendorff, à entrevoir une victoire pour le Reich et ses alliés, à la condition de renforcer l'effort de guerre et la mobilisation de la société allemande en vue de la victoire ; cependant, d'autres membres du gouvernement allemand craignent les effets d'une diffusion des idées pacifistes dans la population et dans l'armée allemandes,,,.

### LeReich, l'Autriche-Hongrie et la guerre

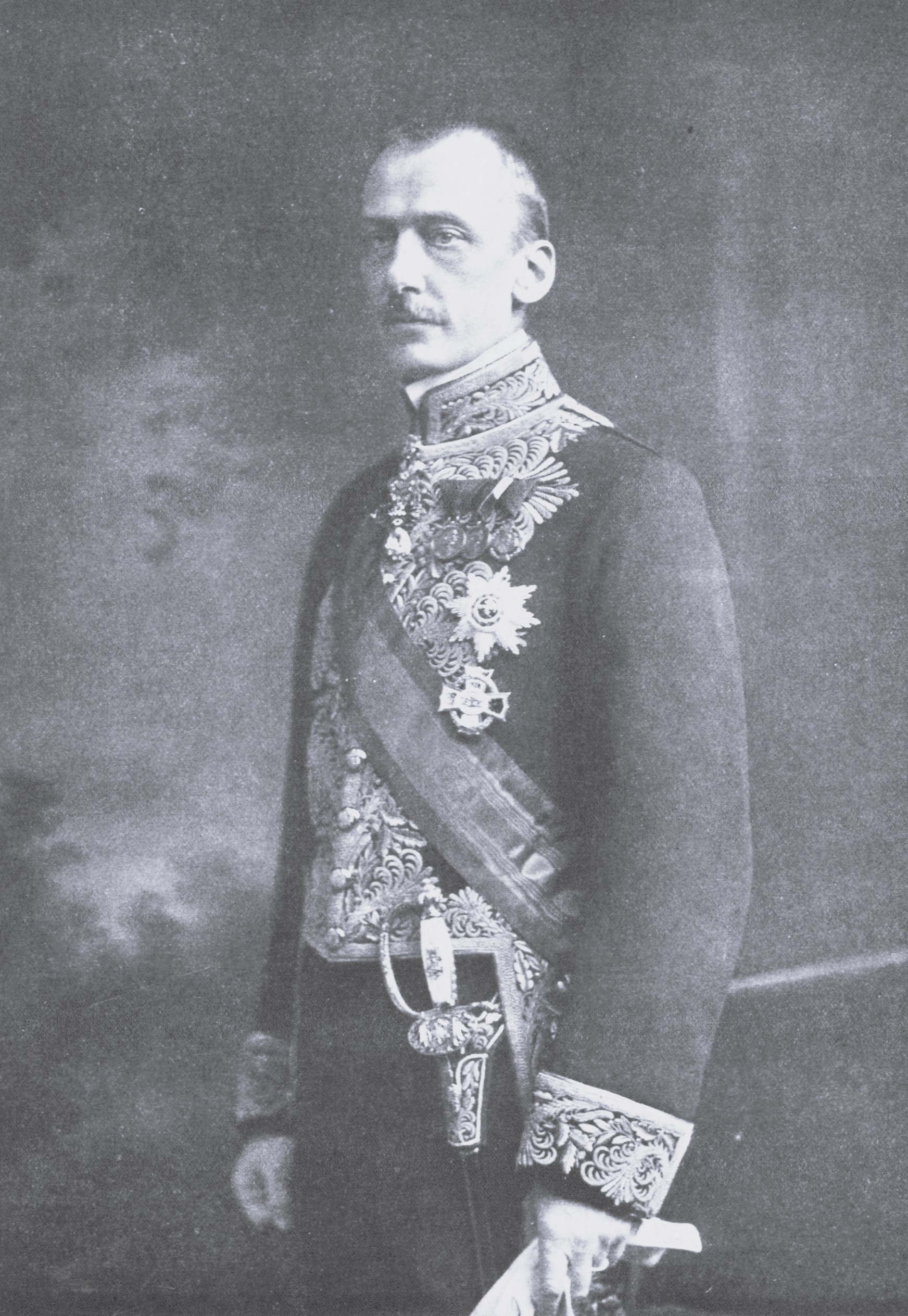
Ottokar Czernin, ministre austro-hongrois des affaires étrangères, ici en 1918, fait parvenir au gouvernement allemand un rapport sur la situation de l'armée austro-hongroise au terme de deux années et demie de conflit.

La fin de l'année 1916 et le début de l'année 1917 sont caractérisés par un profond renouvellement du personnel dirigeant de la double monarchie, principal partenaire du Reich au sein de la Quadruplice. Ce renouvellement se double d'une prise de conscience de l'épuisement des ressources austro-hongroises et de l'apparition d'un sentiment de « panique » devant une situation alarmante ; cependant, les nouveaux responsables échouent à remettre en cause la forte influence allemande dans la politique de la double monarchie, notamment en raison de l'implication allemande dans la conduite austro-hongroise de la guerre. De plus, depuis le 6 septembre 1916, l'OHL exerce son autorité sur l'ensemble des armées austro-hongroises, souvent amalgamées avec des unités allemandes au sein de groupes d'armées mixtes, au sein desquels le Reich impose ses procédures de combat et d'instruction,.
Devant affronter cette tutelle tous les jours plus envahissante, l'empereur-roi Charles Ier, ses plus proches conseillers et les ministres austro-hongrois aspirent alors à sortir à tout prix la double monarchie du conflit dans lequel il est plongé depuis plus de trente mois. Pour y parvenir, Ottokar Czernin, le nouveau ministre austro-hongrois des affaires étrangères, multiplie les initiatives, notamment en menant une diplomatie parallèle à l'insu du Reich. Conçue pour être discrète, cette diplomatie n'empêche pas les responsables austro-hongrois de tenter d'infléchir le chancelier allemand et ses ministres. Ainsi, dès le 16 mars 1917, à Vienne, Czernin informe le chancelier du Reich Theobald von Bethmann Hollweg du délabrement de la monarchie danubienne, et, un mois plus tard, le 16 avril 1917, adresse à l'empereur Charles un rapport intitulé « La Puissance militaire austro-hongroise en voie de désagrégation »,,.
Ce rapport est également adressé à Matthias Erzberger, alors en charge d'une action de propagande dans la double monarchie. Ce texte confirme aux yeux des Allemands la volonté de la double monarchie de sortir rapidement du conflit, les initiatives de Czernin ne passant pas inaperçues aux yeux du gouvernement du Reich. Espérant fournir à l'empereur-roi Charles et à ses ministres des motivations suffisantes pour poursuivre la guerre, le gouvernement allemand se décide alors à fixer les objectifs poursuivis par le Reich et la double monarchie en guerre,.

### Négociations au sein de la Quadruplice
Lors d'échanges germano-austro-hongrois informels précédant le conseil de la couronne allemande du 23 avril, le Reich, comme la double monarchie, cherche à  préciser les objectifs qu'ils poursuivent dans le conflit. Ainsi, dès la fin de l'année 1916, le Reich, principal animateur de la Quadruplice, mène des négociations avec la double monarchie, la Bulgarie et l'Empire ottoman, afin que leurs propres buts de guerre soient précisés, non sans heurts entre eux et avec le Reich et la double monarchie.
Dès le 5 novembre 1916, les responsables austro-hongrois informent officiellement le chancelier du Reich des buts de guerre de la double monarchie, sous la forme d'une note comprenant une liste exhaustive de leurs revendications. Le 14 novembre 1916, après de nombreux échanges, le gouvernement allemand rend public ses buts de guerre. Le 16, à Berlin, ce programme est précisément discuté avec Stephan Burián von Rajecz, alors ministre austro-hongrois des affaires étrangères. Ces discussions incitent le gouvernement du Reich à proposer un programme définitif de ses buts de guerre le 8 janvier 1917. Cette énumération des objectifs politiques et économiques du Reich et de ses alliés est rendue publique alors que les principaux animateurs de la Quadruplice se rendent compte de la vanité de poursuivre la guerre comme elle a été menée en 1916,,,,.
Disparate, cette liste comprend à la fois des revendications territoriales, et la mise sous tutelle économique de territoires déclarés formellement indépendants : il est en effet prévu des modifications de frontières en faveur du Reich à l'Ouest, l'annexion de la côte balte jusqu'aux abords de Riga, la restitution des colonies allemandes auxquelles sont annexées Madagascar et les colonies portugaises ; le contrôle du bassin de Longwy-Briey par le biais de participations majoritaires dans les entreprises sidérurgiques françaises et un strict contrôle de la Pologne, formellement indépendante, sont mentionnés dans la note remise par le Reich à ses alliés et aux neutres.
À la suite de la note du 8 janvier 1917, le chancelier du Reich Theobald von Bethmann Hollweg et le ministre austro-hongrois Ottokar Czernin fixent le 16 mars, à Vienne, au nom des puissances centrales, les conditions de sortie du conflit. Parallèlement à cette rencontre, les dirigeants du Reich multiplient les échanges afin de définir une ligne directrice dans l'établissement des objectifs poursuivis par le Reich dans le conflit, à défaut d'un programme précis des buts de guerre : le chancelier du Reich et son secrétaire d'État, Arthur Zimmermann, tentent ainsi de définir les conditions auxquelles le Reich suspendrait la guerre ; refusant le retour au statu quo antérieur au déclenchement du conflit, le chancelier se trouve d'accord avec les militaires quant aux objectifs poursuivis par le Reich, mais diverge sur la nécessité de les modifier en prenant en compte la situation militaire. Ainsi, le 21 avril 1917, se tient à Berlin une réunion secrète du cabinet prussien sous la présidence du chancelier du Reich, également ministre-président du royaume de Prusse : le chancelier doit départager les militaires, partisans de vastes annexions, et les représentants du pouvoir politique, membres des cabinets allemand ou prussien, souhaitant la création d'États solidement liés à la Prusse ou au Reich, dans le cadre d'une politique d'« autonomie », supposée conforme au principe de libre disposition des peuples,,,,,,.

## Participants

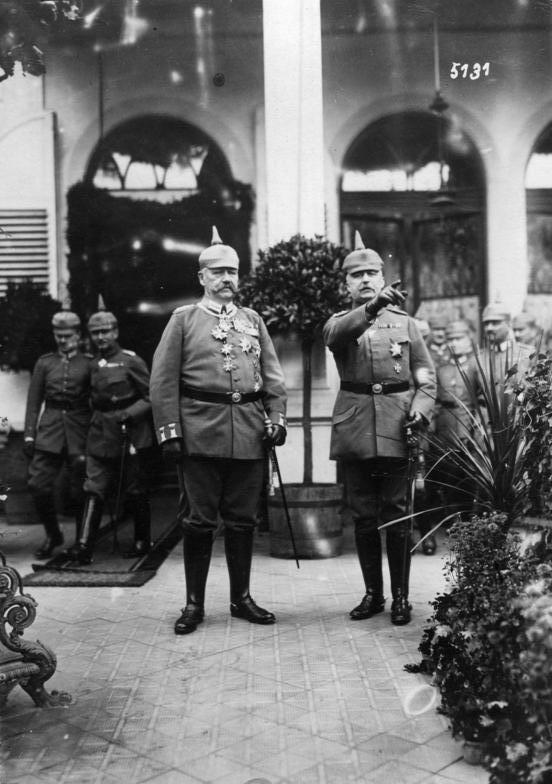
Hindenburg et Ludendorff, au siège du commandement suprême de l'armée allemande à Bad Kreuznach, le 2 octobre 1917.

Réunis sous la présidence de l'empereur Guillaume II à l'hôtel Kurhaus de Bad Kreuznach, les principaux acteurs du gouvernement du Reich et de la conduite de la guerre participent à cette conférence gouvernementale. Cependant, les personnes présentes n'ont pas le même poids politique : en effet, le poids politique des Dioscures depuis leur nomination le 29 août 1916 ne cesse de se renforcer au détriment de celui du chancelier du Reich, de plus en plus hostile aux interventions des militaires dans la vie politique du Reich.
Lors de cette conférence sont présents les principaux responsables militaires allemands, les Dioscures Paul von Hindenburg et Erich Ludendorff. De plus, Henning von Holtzendorff, alors commandant en chef de la flotte de guerre allemande, assiste à cette conférence,.
Conformément à l'ordre impérial du 20 avril, le chancelier du Reich Theobald von Bethmann Hollweg participe à la réunion ; il est assisté de son secrétaire d'État aux affaires étrangères, Arthur Zimmermann. Le responsable de la section politique du gouvernement général de Belgique, Oskar von der Lancken, assiste également aux conversations,,,.

## Négociations internes au printemps 1917
La conférence du 23 avril constitue un moment important dans la modification des rapports de force entre civils et militaires au sein du gouvernement du Reich. Les militaires, appuyés sur la droite pangermaniste active au Reichstag, encourage la multiplication de campagnes de presse dans la population, destinées à encourager la mobilisation dans le conflit.

### Partis politiques et buts de guerre

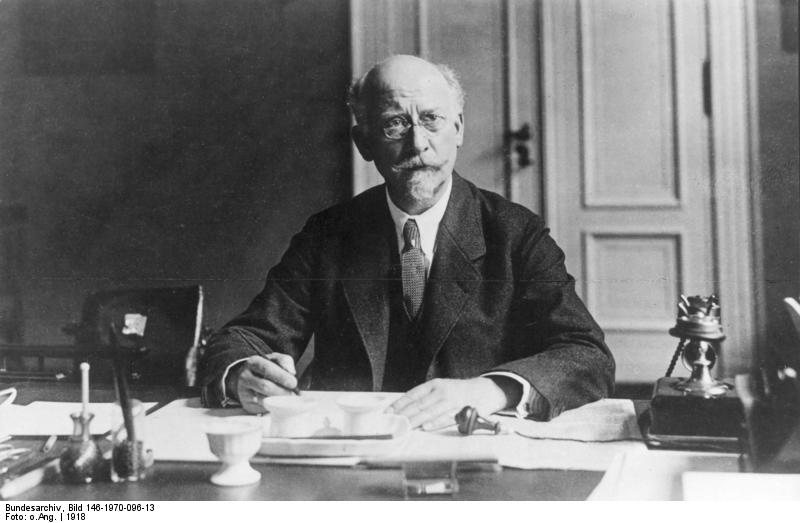
Philipp Scheidemann, ici en 1918, s'oppose à la majorité de son parti, le SPD, sur la question des buts de guerre et aligne sa politique sur celle du chancelier.

Au printemps 1917, l'ensemble des partis politiques allemands représentés au Reichstag aspirent à la tenue d'un débat parlementaire sur les buts de guerre poursuivis par le Reich durant le conflit. De plus, au sein même des partis, le débat sur la question divise.
Le 20 avril 1917, les sociaux-démocrates rendent public leurs positions sur les buts de guerre du Reich : le courant majoritaire, soutien du chancelier, se prononce alors pour une « paix sans annexion ni indemnité », en dépit des manœuvres des principaux dirigeants du SPD, Friedrich Ebert et Philipp Scheidemann. Cette publication de la position du courant majoritaire des sociaux-démocrates est opérée alors que le parti vient de scissionner. La publication de cette position du SPD contribue à affaiblir la position de Theobald von Bethmann Hollweg face aux Dioscures : en effet, le chancelier se montre jusqu'alors favorable à une position modérée sur la question des buts de guerre du Reich. Devant affronter l'hostilité des militaires, et de leurs relais dans l'opinion allemande, le chancelier justifie cette option par sa volonté de contenir les positions des parlementaires et les actions des militants du SPD, ce à quoi il était parvenu depuis le mois d'août 1914,.
Cependant, les sociaux-démocrates ne sont pas les seuls à se positionner ouvertement en faveur d'une paix de compromis, à la grande fureur des militaires ; les partis de gauche modérée expriment ainsi leurs réserves, remettant notamment en cause la gestion du conflit ainsi que les buts de guerre du gouvernement impérial. Ainsi, l'influent député du Centre catholique, Matthias Erzberger, comptant pourtant parmi les meilleurs soutiens du gouvernement, prend publiquement position à Berlin en faveur d'une paix de compromis : il justifie sa position par un argumentaire étayé par la dégradation de la situation politique, économique, sociale et militaire du Reich depuis le déclenchement de la guerre sous-marine à outrance le 1er février précédent,.
En dépit du soutien des sociaux-démocrates et des partis de gauche représentés au Reichstag, l'idée d'une paix de compromis  avec les Alliés ne fait pas l'unanimité au sein du monde politique allemand. Les nationalistes et les conservateurs, rameutés par la droite parlementaire soutenue par les militaires et l'empereur, multiplient les attaques contre le chancelier déstabilisé par la position des sociaux-démocrates. Dans une position affaiblie par la scission du SPD, jusqu'alors soutien parlementaire de son gouvernement, Bethmann-Hollweg doit faire face aux attaques des parlementaires de droite, hostiles à toute révision du programme des buts de guerre, comme à toute réforme électorale en Prusse,,.

### Gouvernement et militaires
Depuis le 29 août 1916, le chancelier  doit tenir compte du changement à la tête de l'OHL, qui se matérialise par l'arrivée des Dioscures Paul von Hindenburg et Erich Ludendorff. Ces deux militaires se montrent hostiles à toute ouverture de négociation devant aboutir à la conclusion d'une paix de compromis, alors refusée également par l'empereur Guillaume II,.
Enfin, au printemps 1917, alors que le débat sur les buts de guerre fait rage au sein de la classe politique allemande, le gouvernement et les partis de gauche représentés au parlement craignent un coup d'État militaire, balayant l'empereur et remplaçant le chancelier par un « régiment pangermaniste du sabre ». Cette crainte est générée par l'action de propagande des militaires de l'OHL contre le chancelier et son action, jugées trop tièdes,.
Dans ce contexte, le travestissement des buts de guerre du Reich derrière le principe de la libre disposition des peuples apparaît rapidement comme un subterfuge tactique : les responsables allemands parent ainsi leurs buts de guerre à l'Est d'appels au séparatisme de la Pologne russe et des provinces baltes de Russie. Ce changement cosmétique entraîne cependant d'intenses débats entre les responsables civils et militaires allemands : les militaires appellent de leurs vœux l'annexion pure et simple de la Pologne et des pays baltes, tandis que le gouvernement civil, notamment le chancelier, mise sur la constitution d'États formellement indépendants, mais fortement liés au Reich par des accords valables pour une longue période, les assujettissant dans les domaines politique, économique et militaire.

## Décisions
Les assistants ont soigneusement dressé le procès-verbal de la réunion. Au cours des semaines qui suivent, l'empereur Guillaume ne cesse de rappeler à ses collaborateurs et à ses conseillers le caractère contraignant de ce procès-verbal.

### Le protocole du 23 avril

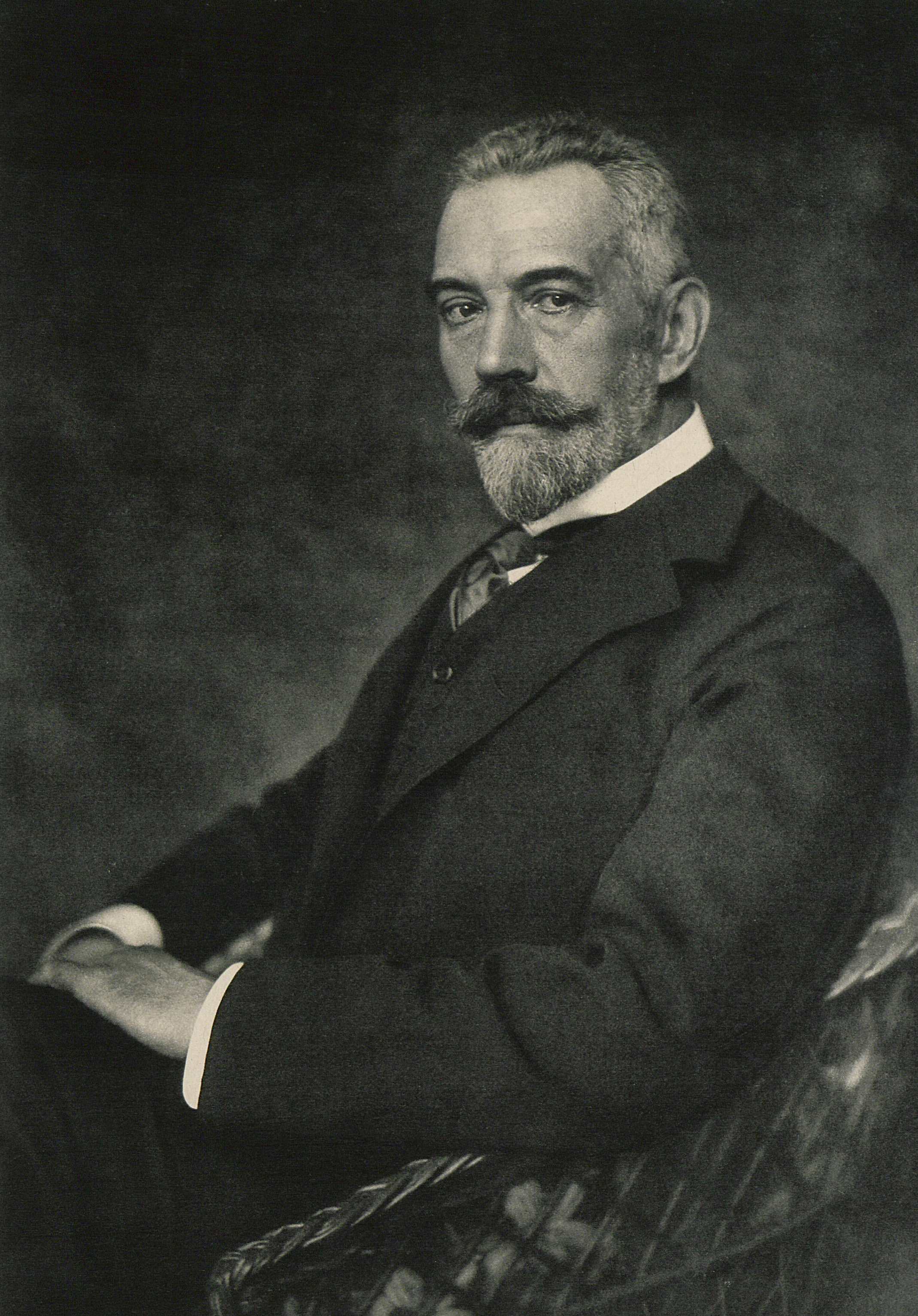
Le chancelier du de, Theobald von Bethmann Hollweg, accepte rapidement les termes du procès-verbal de la conférence.

Le protocole du 23 avril, faisant office de procès-verbal de la rencontre, est rédigé lors de la conférence ; le procès-verbal devient rapidement un solide point d'ancrage dans les négociations aussi bien entre les dirigeants du Reich, politiques comme militaires, qu'avec les Austro-hongrois.
Plus tard, au cours du mois de juillet, les Dioscures Hindenburg et Ludendorff s'appuient sur le procès-verbal de la conférence du 23 avril pour imposer le départ du chancelier, Theobald von Bethmann Hollweg et faire accepter par son successeur Georg Michaelis les buts de guerre allemands définis le 23 avril, ce à quoi celui-ci s'engage le 9 août,.
De plus, les participants à cette conférence égrainent dans une liste les buts de guerre du Reich, définissant ainsi les conditions d'une paix victorieuse sur le continent européen ; ils se réservent également le droit de poursuivre indéfiniment la guerre sous-marine contre la Grande-Bretagne.
En dépit de la rédaction du protocole et malgré les échanges au sein du gouvernement allemand, les divergences demeurent entre les partisans d'un vaste programme d'annexions, regroupés autour des militaires d'une part et, d'autre part, les partisans d'une politique plus souple de contrôle indirect des territoires limitrophes du Reich.

### Réaffirmation des buts de guerre
Les responsables allemands fixent dans le procès-verbal du conseil de la couronne les conditions d'une fin négociée des hostilités, tout en acceptant certains des buts de guerre de la double monarchie et en affirmant souhaiter satisfaire aux demandes austro-hongroises d'ouverture de pourparlers de paix.
Dans ce cadre, le Reich pourrait annexer la Lituanie et la Courlande, la frontière étant fixée à proximité de Riga, à l'entrée du golfe ; elle établirait de plus un protectorat sur les régions limitrophes de ces territoires ; dans le même temps, la Pologne, alors occupée, serait placée sous un strict contrôle allemand, politique, économique et militaire,.
De même, la Belgique bénéficierait d'une indépendance de façade, corsetée par la mise en place d'institutions fédérales : la Flandre et la Wallonie formeraient les deux États fédérés au sein du royaume restauré ; ce royaume est promis à une occupation de longue durée par les armées allemandes, à l'obtention de « garanties » économiques en Belgique, et à la mise en place d'une union douanière avec le Reich. De plus, le conseil des Flandres, composé de germanophiles, apparaît alors comme le garant des intérêts du Reich, tout en se voyant amputé de la région d'Arlon ainsi de son accès à la mer et privé des ressources du bassin métallurgique d'Arlon, annexé au Luxembourg : la côte belge ainsi que la ville de Liège et sa région seraient occupées pour une longue durée par le Reich. Ce souci allemand du sort de la Belgique est lié à l'ampleur inattendue prise par l'évolution de la situation politique dans les territoires belges occupés par le Reich ; en effet, les groupes flamands germanophiles obtiennent des autorités d'occupation allemandes la création d'un conseil des Flandres, encouragé par Guillaume II, favorable à l'octroi d'une large autonomie flamande sous le patronage du Reich. Enfin, agrandi de la région d'Arlon et de son bassin métallurgique cédés par la Belgique, le Grand Duché du Luxembourg, officiellement neutre dans le conflit, est destiné à constituer le quarantième État fédéré au sein du Reich,,,,.
La France, principal adversaire du Reich, se verrait amputé de la région de Longwy-Briey, zone de Lorraine française riche en minerais de fer ; en échange de cette riche région minière, certaines communes rurales du Sud de l'Alsace-Lorraine, principalement situées autour de Mulhouse, seraient rétrocédées, rectifiant ainsi au profit de la France le tracé de la frontière franco-allemande dans la région,,.
À ces annexions allemandes, réelles ou déguisées, s'ajoutent celles de la double monarchie ; en effet, les négociateurs allemands promettent aux Austro-hongrois à plusieurs reprises, dans le courant du mois de mars puis de façon officielle au début du mois d'avril 1917, l'intégrité du territoire de la double monarchie, l'annexion des territoires serbes occupés par la double monarchie, du Monténégro et de l'Albanie ; enfin, le partage de la Roumanie avec la Bulgarie et la Russie permettrait à la double monarchie d'annexer la Valachie,,.
Non content de remodeler la carte politique de l'Europe, le gouvernement allemand envisage également d’accaparer la totalité des avoirs alliés dans l’Empire ottoman : en échange de l'annulation des avances octroyées par le Reich à la Porte pour financer l'intervention ottomane dans le conflit, le gouvernement turc devrait transférer au profit du Reich les sociétés alliées établies dans l'Empire ottoman ; cette proposition est repoussée par le gouvernement ottoman, partisan du maintien d'un certain équilibre entre grandes puissances dans l'Empire.

### Échanges et compensations
Les propositions débattues en avril aboutissent à proposer des échanges de territoires entre le Reich et la double monarchie, d'une part, et la Russie et la France de l'autre. Ces modifications territoriales sont le fruit des négociations entre responsables civils et militaires, les Dioscures ayant imposé au chancelier de larges concessions favorables à leurs vues. Cependant, la mise en œuvre de ce programme territorial se heurte à la politique menée par les ministres austro-hongrois : en effet, souhaitant procéder à une répartition équitable des territoires devant revenir aux membres de la Quadruplice, Ottokar Czernin propose, une fois connue la teneur des discussions du 23 avril, la constitution d'un « pool » des puissances centrales, devant permettre, une fois le conflit terminé, de partager les vastes conquêtes de 1915 et 1916, dans les Balkans et en Russie,.
Cette politique de mise en commun des conquêtes se heurte aux volontés des responsables allemands, souhaitant disposer à leur guise des territoires des alliés du Reich. Ainsi, en échange des territoires baltes et de la Pologne, la Russie recevrait des compensations en Galicie orientale et en Ukraine occidentale, austro-hongroises l'une comme l'autre. En échange de ces cessions, la double monarchie annexerait des lambeaux de la Serbie et de la Roumanie, afin d'éviter la perte de prestige entraînée par la cession d'une partie des territoires polonais d'Autriche,.
De plus, à ces cessions de territoires polonais s'ajoutent la possible restitution à la France d'une partie de l'Alsace-Lorraine : Ottokar Czernin, convaincu de la renonciation du Reich à toute expansion territoriale à l'Ouest, propose ainsi la rétrocession de ce territoire à la France, en échange de quoi la double monarchie accepte la cession de la Galicie autrichienne à la Pologne, fortement liée au Reich par des accords politiques et douaniers,.